# Conférence de La Havane
La conférence de La Havane est une réunion de la mafia organisée par Lucky Luciano à sa sortie de prison le 20 décembre 1946 dans l'Hotel Nacional à La Havane pour réaffirmer son emprise sur La Commission.

## Histoire
Luciano se rendit à Cuba où il organisa avec Meyer Lansky une réunion qui fut l'occasion pour lui de réaffirmer son leadership sur le syndicat du crime (Capo di tutti capi). Étaient convoquées les familles mafieuses de New York City, du New Jersey, de Buffalo, de Chicago, de la Nouvelle-Orleans et de Floride.
Joseph Bonanno, Vito Genovese, Tommy Lucchese, Carlos Marcello, Willie Moretti, Joe Profaci, Abner Zwillman, Moe Dalitz, Albert Anastasia, Vincenzo Mangano, Carmine Tramunti et Santo Trafficante étaient également présents. 
Cette réunion engendra des décisions de première importance, comme l'investissement massif dans les casinos de la Havane, l'assassinat de Bugsy Siegel, qui, après ses investissements à Las Vegas, n'avait pu rembourser à temps les sommes prêtées par la Commission. Par ailleurs, il formula un arbitrage dans la rivalité entre Albert Anastasia et Vito Genovese. Ce dernier, ambitieux, vindicatif, qui souhaitait le retrait de Luciano (la gestion de sa famille, que convoitait Genovese, avait été confiée à Costello et Lansky), provoqua une vive altercation.
Luciano y annonça aussi qu'il se retirait à Naples, d'où il dirigea ses affaires, à la suite des pressions du gouvernement américain sur le gouvernement du dictateur cubain Fulgencio Batista.
Frank Sinatra fut également présent à la conférence afin d'assurer l'animation des soirées de gala.

## Participants à la Conférence de la Havane
Liste des membres du crime organisé présent à la Conférence de la Havane le 20 décembre 1946 à l'Hotel Nacional à la Havane à Cuba.

### Hôtes
- Charlie « Lucky » Luciano[3], parrain de la famille Luciano, cofondateur et membre de la Commission. Luciano vit à Naples en Italie. Après la rencontre, il est nommé Capo di tutti Capi de la Cosa Nostra américaine.
- Meyer « The Little Man » Lansky[3], parrain de la Kosher Nostra, un financier de haut-vol et conseiller pour toutes les opérations de jeux pour la Cosa Nostra aux États-Unis et pour la gestion des casinos à Las Vegas, Cuba et Bahamas.

### Délégation de New York-New Jersey
- Frank « The Prime Minister » Costello, acting boss de la famille Luciano, membre de la Commission.
- Gaurino « Willie Moore » Moretti, sous-boss de la famille Luciano.
- Vito « Don Vito » Genovese, caporegime de la famille et futur parrain.
- Giuseppe « Joe Adonis » Doto, caporegime de la famille Luciano.
- Anthony « Little Augie Pisano » Carfano (en), caporegime de la famille Luciano.
- Michele « Big Mike » Miranda (en), caporegime de la famille Luciano et futur consigliere.
- Albert « The Mad Hatter » Anastasia, sous-boss de la famille Mangano et futur boss.
- Joseph « Joe Bananas » Bonanno, parrain de la famille Bonanno et membre de la Commission.
- Gaetano « Tommy Brown » Lucchese, sous-boss de la famille Gagliano et futur boss.
- Giuseppe « The Old Man » Profaci, parrain de la famille Profaci et membre de la Commission.
- Giuseppe « Fat Joe » Magliocco (en), sous-boss de la famille Profaci.

### Délégation de Chicago
- Anthony « Joe Batters » Accardo, futur boss de L'Outfit de Chicago.
- Charles « Trigger Happy » Fischetti (en), consigliere de L'Outfit de Chicago.
- Sam Giancana, boss de L'Outfit de Chicago, membre de la Commission.

### Délégation de Buffalo
- Stefano « The Undertaker » Magaddino (en), boss de la famille de Buffalo et membre de la Commission

### Délégation de la Nouvelle-Orleans
- Carlos « Little Man » Marcello, boss de la famille de La Nouvelle-Orléans (les historiens ne s'accordent pas sur son statut à cette date).

### Delegation de Tampa
- Santo « Louie Santos » Trafficante Jr., caporegime de la famille de Tampa, parti à La Havane en 1946 pour superviser les casinos de la famille de Tampa et leurs intérêts dans le business, futur boss de la famille de Tampa.

### Délégation de la Kosher Nostra (Syndicat juif)
- Abner « Longy » Zwillman, New Jersey Jewish Syndicate boss, National Syndicate Commission member.
- Morris « Moe » Dalitz, Cleveland Jewish Syndicate boss, casino front man (Desert Inn, Las Vegas)
- Joseph « Doc » Stacher (en), New Jersey Jewish Syndicate boss, casino front man (Sands Hotel, Las Vegas)
- Philip « Dandy Phil » Kastel (en), Jewish Syndicate boss, Frank Costello's Louisiana slots operations and Tropicana Casino, Las Vegas partner.

### Divertissement
- Frank Sinatra[3]

## Dans la culture populaire
La conférence de La Havane a inspiré une scène du film Le Parrain 2 (1974), dans laquelle la mafia, les hommes d'affaires américains et les dirigeants cubains s'étaient réunis.